# Maca & Roni
Maca & Roni (in coreano: 마카앤로니) è una serie televisiva sudcoreana realizzata in computer grafica per la prima stagione, mentre dalla seconda stagione in poi è realizzata a cartone animato e presenta dei dialoghi.
In Corea del Sud la serie va in onda dal 22 marzo 2021 sulla rete Tooniverse e sulla rete KBS1, in India va in onda da dicembre 2021 su Cartoon Network, mentre in Italia va in onda dal 26 febbraio 2024 su K2.

## Trama
Nel laboratorio del dottor Albert, ci sono tante invenzioni folli che aspettano di essere sperimentate. Il geniale inventore ha amplificato l'intelligenza del pinguino Roni e del gatto Maca, trasformandoli in suoi assistenti. Ma i due buffi personaggi ne combinano di tutti i colori.

## Personaggi
- Maca (in coreano 마카). È doppiato da Kim Chae-ha.
- Roni (in coreano 로니). È doppiato da Lee Sang-ho.
- Dr. Albert (in coreano 알버트 박사). È doppiato da Um Sang-hyun.
- Albago (in coreano 알바고)

## Produzione
La serie venne inizialmente annunciata il 10 marzo 2021 da CJ ENM e Tooniverse, due società coreane di intrattenimento, e il lancio fu previsto per il giorno 22 marzo 2021. La seconda stagione venne annunciata il 22 settembre 2022, mentre la terza stagione venne direttamente trasmessa su KBS1 il 28 ottobre 2023, e su Tooniverse il 9 gennaio 2024.

## Videogioco
Oltre alla serie è stato prodotto un videogioco di nome Maca & Roni: Jump Action Arcade, rilasciato il 23 agosto 2021 per sistemi iOS e Android.
Nel febbraio 2022 è stato rilasciato un altro gioco dedicato alla serie di nome MERGE LAB.